# Hofufe
Hofufe ou Hufufe (em árabe: ٱلْـهُـفُـوْف‎; romaniz.: al-Hufūf) é uma cidade da Arábia Saudita na região Oriental. Está a 155 metros de altitude e segundo censo de 2010, havia 660 788 habitantes.